# Grabowskia megalosperma
Grabowskia megalosperma är en potatisväxtart som beskrevs av Carlos Luis Spegazzini. Grabowskia megalosperma ingår i släktet Grabowskia och familjen potatisväxter. Inga underarter finns listade i Catalogue of Life.